# شلايسهايم
شلايسهايم (بالألمانية: Schleißheim) هي بلدية في منطقة ويلس لاند في ولاية النمسا العليا.